# Arga de Cima
Arga de Cima est une ancienne paroisse civile portugaise (en portugais : freguesia) de la municipalité de Caminha dans le district de Viana do Castelo. En 2013, elle fusionne avec Arga de Baixo et Arga de São João pour former Arga (Baixo, Cima e São João).

## Géographie
Arga de Cima est située sur le versant nord-est de la serra de Arga, à l'est de Caminha, entre Arga de Baixo (à l'ouest) et Estorãos (au sud-est).
Avant sa disparition, la paroisse comprend les lieux-dits de Bouça, Gandra, Lages, Souteiro, Tojal et Torno.

## Histoire
De 1911 à 1930, Arga de Cima est annexée par la paroisse d'Arga de Baixo.
La loi no 11-A/2013 du 28 janvier 2013, portant réorganisation administrative du territoire des freguesias, fusionne Arga de Cima avec les paroisses voisines d'Arga de Baixo et Arga de São João pour former l’União das freguesias de Arga (Baixo, Cima e São João), dont le siège est à Arga de Baixo.

## Démographie
Arga de Cima compte 87 habitants en 2001.